# Géraldine Bonnet-Guérin
Géraldine Bonnet-Guérin est une actrice de cinéma et de théâtre française.

## Filmographie

### Cinéma
- 1994 : La Cité de la peur d'Alain Berberian : Tiffany (secrétaire)
- 1997 : Messieurs les enfants de Pierre Boutron : une prostituée
- 1998 : Paparazzi d'Alain Berberian : Julie
- 1998 : Extension du domaine de la lutte de Philippe Harel : la secrétaire
- 2001 : Les Rois mages de Bernard Campan et Didier Bourdon : agent d'accueil
- 2002 : A+ Pollux de Luc Pagès : Nadège Martin
- 2002 : Jojo la frite de Nicolas Cuche : Bella
- 2002 : Single Again de Joyce Buñuel
- 2010 : Donnant Donnant d'Isabelle Mergault : Alexia

### Télévision
- 1999 : Épisode de la série P.J. : Olivia

## Théâtre
Par ordre chronologique
- 1997 : Le Dindon
- 1998 : Pop Corn
- 2000 : Pop Corn
- 2001 : Sexe, magouille et culture générale
- 2003 : Les Amazones
- 2003 : La Presse est unanime